# Anaene
Anaene is een geslacht van vlinders van de familie spinneruilen (Erebidae), uit de onderfamilie Arctiinae.

## Soorten
- A. diagramma Dyar, 1914
- A. improspersa Dyar, 1914
- A. spurca Dyar, 1914
- A. squalida Dyar, 1914